# 고구려발해학회 학술상
고구려발해학회 학술상은 고구려·발해 연구를 진흥하고 고구려발해연구의 질적 수준을 높이기 위해 제정된 학술상이다. 고구려·발해 및 북방사 연구에 공헌한 학자에게 수여한다.

## 역대 수상자
- 2014년  '발해의 마을유적 소고 -방어시설이 없는 일반 마을유적을 중심으로'를 쓴 정석배(49) 한국전통문화대학 문화유적학과 교수[1]
- 2016년 2회  논문 '고구려 도성 연구의 현황과 과제'를 쓴 양시은 충북대 교수[2]
- 2018년 4회 2015년 학술지 '고구려발해연구'에 게재된 논문 '발해의 역참제와 교통로'를 쓴 윤재운 대구대 역사교육과 교수[3]